# John Shute
John Shute, död 1563, var en engelsk miniatyrmålare och författare av avhandlingar om arkitektur.
År 1550 sändes Shute av sin beskyddare, John Dudley, 1:e hertig av Northumberland, till Italien och samlade där material till sitt verk The First and Chief Groundes of Architecture (1563), en översikt över byggnadskonsten. Det influerades av Sebastiano Serlios arbeten och utkom under de närmaste femton åren i fyra upplagor.